# Polypedilum edensis
Polypedilum edensis är en tvåvingeart som beskrevs av Han Il Ree och Hoon Soo Kim 1981. Polypedilum edensis ingår i släktet Polypedilum och familjen fjädermyggor.
Artens utbredningsområde är Sydkorea. Inga underarter finns listade i Catalogue of Life.